# Indira Kempis Martínez
Indira Kempis Martínez (Cuautla, Morelos; 22 de agosto de 1982) es una política mexicana. Desde el 1 de septiembre de 2018 hasta el 31 de agosto de 2024 fue Senadora de la República en la LXV Legislatura del Congreso de la Unión en representación del estado de Nuevo León.
En noviembre de 2023 se registró formalmente como aspirante a la candidatura presidencial por Movimiento Ciudadano, para el proceso electoral de 2024, aspiración por la que también se ha registrado el gobernador del estado al que representa; Samuel García.

## Primeros años
Indira Kempis Martínez nació en Cuautla, Morelos, México, el 22 de agosto de 1982. Estudio el nivel medio superior en el CBTis no. 76 donde se graduó como técnico en contabilidad, posteriormente estudió la licenciatura en ciencias de la comunicación en el Instituto Tecnológico y de Estudios Superiores de Monterrey (ITESM) y la maestría en administración pública y política pública en la misma institución. Fue columnista de Publimetro y El Norte.

## Trayectoria política
En las elecciones de 2018 fue postulada como senadora de segunda fórmula por el estado de Nuevo León por el partido Movimiento Ciudadano. Desde el 1 de septiembre de 2018 es senadora de la LXIV Legislatura del Congreso de la Unión. Es secretaria de la comisión de desarrollo urbano, ordenamiento territorial y vivienda.
En noviembre de 2023 se registró como aspirante a la candidatura presidencial de Movimiento Ciudadano. El partido anuló su registro por considerar que Kempis había «calumniado» a la organización y le concedió la candidatura al gobernador de Nuevo León, Samuel García. El 21 de diciembre, Índira Kempis anunció su salida de la bancada de Movimiento Ciudadano en el Senado. El 19 de enero de 2024 se incorporó al grupo parlamentario del Partido Revolucionario Institucional (PRI).
Desde entonces, Indira Kempis ha decidido alejarse de la política partidista, aunque sigue participando activamente en temas políticos y enfocándose en su activismo. Además, ha continuado con su proceso legal contra Movimiento Ciudadano, denunciando violencia política en razón de género.